# Мелкозубый мунго
Мелкозубый мунго (лат. Eupleres goudotii) — хищное млекопитающее из семейства мадагаскарских виверр. Эндемик Мадагаскара. Видовое латинское название дано в честь французского путешественника и коллекционера Жюля-Проспера Гудо (?—1842) (фр. Jules Prosper "Bibikely" Goudot).

## Описание
Длина тела составляет от 45 до 65 см, длина хвоста — от 22 до 25 см, вес — 2—4 кг. Подвид E. g. goudotii имеет желтовато-коричневую окраску сверху и светлую снизу. У подвида E. g . major самцы бурые, а самки серые. Мех пушистый и мягкий, с густым подшёрстком. Хвост покрыт довольно длинными волосками, которые придают ему пушистый вид. Мордочка заострённая, голова удлинённая, узкая, зубы короткие, конические. По некоторым структурным особенностям напоминает виверровых, по другим — мангустовых. Мелкие зубы похожи друг на друга и напоминают зубы насекомоядного, а не плотоядного животного. Когти сравнительно длинные и не втягиваются, либо втягиваются частично. Ноги необычны как сравнительно большими размерами, так и низким положением больших пальцев на лапах.

## Распространение
Мелкозубый мунго встречается в лесах в восточной и северной частях острова Мадагаскар на высоте от 0 до 1025 м над уровнем моря. Проживает в заболоченных местах или вблизи водно-болотных угодий в густых влажных тропических лесах (на востоке) или сухих лиственных лесах (на западе ареала). Редко встречаются далеко от девственных лесов.

## Образ жизни
Ведёт в значительной степени одиночный (иногда может жить малыми семейными группами), ночной и сумеречный образ жизни, хотя дневная активность также была зарегистрирована. Днём находит убежище под брёвнами деревьев, в расщелинах и т. п. Питается почти исключительно земляными червями, но иногда поедает земноводных, насекомых и их личинок. Осенью в хвосте жира может накапливаться до 800 граммов, было высказано предположение, что мелкозубый мунго впадает в зимнюю спячку, однако, в зимний период наблюдались активные особи. Имеет несколько видов вокализации и другие средства коммуникации.

## Размножение
Спаривание происходит, вероятно, в июле или августе (зимой) рождения наблюдалось в ноябре. В выводке от одного до двух детёнышей. Вес новорожденных составляет 150 грамм, отлучение происходит через девять недель.

## Угрозы и охрана
Серьёзную угрозу для этого вида представляет обезлесение мест его обитания через превращение лесов в сельскохозяйственные угодья, из-за лесозаготовки и производства древесного угля. Вид находится под некоторым давлением из-за охоты ради его мяса. Также угрозой является хищничество со стороны диких кошек и собак, особенно на периферии леса. Проживает на нескольких природоохранных территориях.